# Rupert Vansittart
Rupert Nicholas Vansittart, född 10 februari 1958 i Cranleigh i Surrey, är en brittisk skådespelare. Vansittart är känd för sina roller i Tillbaka till Aidensfield, Stolthet och fördom och Game of Thrones. 

## Filmografi (i urval)
- 1992–2009 – Tillbaka till Aidensfield (TV-serie)
- 1993 – Återstoden av dagen
- 1994 – Fyra bröllop och en begravning
- 1994 – Braveheart
- 1994–1995 – Mr. Bean (TV-serie)
- 1995 – Stolthet och fördom (TV-serie)
- 1995 – Mitt liv som snut (TV-serie)
- 1995 – Cutthroat Island
- 1998 – Berkeley Square (TV-serie)
- 1998 – Vanity Fair (TV-serie)
- 2002–2009 – Morden i Midsomer (TV-serie)
- 2005 – Doctor Who (TV-serie)
- 2008 – The Bank Job
- 2011 – Johnny English Reborn
- 2011 – Järnladyn
- 2013–2015 – Foyle's War (TV-serie)
- 2013 – Austenland
- 2014 – Mord i paradiset (TV-serie)
- 2014–2017 – Game of Thrones (TV-serie)
- 2015 – Versailles (TV-serie)
- 2017 – Outlander (TV-serie)
- 2017–2022 – Doc Martin (TV-serie)
- 2019 – Gentleman Jack (TV-serie)
- 2019 – The Crown (TV-serie)
- 2022 – Andor (TV-serie)